# Estrada Municipal Joaquim Bueno Neto
A Estrada Municipal Joaquim Bueno Neto (oficialmente IVA-118) é uma rodovia municipal do município de Itupeva, no estado de São Paulo.  Ela faz a ligação do centro da cidade até o complexo turístico Vida Completa SerrAzul e a Rodovia dos Bandeirantes, no bairro Rio Abaixo. É completamente pavimentada em todo seu percurso.